# 古賀千景
古賀 千景（こが ちかげ、1966年11月25日 - ）は、日本の政治家、教諭。日本教職員組合の特別中央執行委員を歴任。立憲民主党所属の参議院議員（1期）。日本教職員組合の組織内議員。

## 来歴
福岡県久留米市生まれ。福岡県立久留米高等学校を経て、1989年に熊本大学教育学部音楽科を卒業し、その後は福岡県内の小中学校で教職に就いた。2003年に福岡県教職員組合講師連絡会のメンバー・結成準備世話人を務め、臨時採用教職員の組合結成に取り組んだ。2009年に福岡県教職員組合臨時採用教職員部長、2012年に福岡県教職員組合朝倉支部執行委員、2018年に日本教職員組合専門委員、2020年に同特別中央執行委員を歴任した。
2022年7月の第26回参議院議員通常選挙に比例区から、引退する那谷屋正義の後続の日本教職員組合の組織内候補として立憲民主党公認で立候補した。古賀の得票数は比例候補者20人中3位。同党が比例で獲得した7議席のうちに入り、初当選を果たした。参議院文教科学委員会、政治倫理の確立及び選挙制度に関する特別委員会に所属。
2024年9月23日に実施された代表選挙では枝野幸男の推薦人に名を連ねた。

## 選挙歴
| 当落 | 選挙                     | 執行日         | 年齢 | 選挙区       | 政党       | 得票数     | 得票率 | 定数 | 得票順位 /候補者数 | 政党内比例順位 /政党当選者数 |
| ---- | ------------------------ | -------------- | ---- | ------------ | ---------- | ---------- | ------ | ---- | ------------------ | ---------------------------- |
| 比当 | 第26回参議院議員通常選挙 | 2022年07月10日 | 55   | 参議院比例区 | 立憲民主党 | 14万4344票 | 2.13%  | 50   | /                  | 3/7                          |

## 支援団体
- 日本教職員組合